# Szent Szalvátor-templom (Prága)
A prágai Szent Szalvátor-templom (csehül (Kostel sv. Salvátora) a cseh főváros óvárosában, a Megváltóról elnevezett rövid, L alakú Szalvátor utcában (Salvátoraské ulice) áll, nem messze a város egykori zsidó negyedének északi határától. Másik két oldalát a Kostečná és Dušní utca határolja. Nevét nem valamelyik híres, történelmi szent Szalvátorról kapta, hanem Jézus Krisztusról, a latin Salvator jelentése ugyanis Megváltó (Üdvözítő). Tulajdonosa többször változott; jelenleg a Cseh Testvérek Protestáns Egyháza üzemelteti.
Nem tévesztendő össze a nagyon hasomló nevű Legszentebb Megváltó templomával, amely a Klementinum délnyugati sarkán, az egykori zsidó negyedtől délre áll és a Keresztesek tere (Křižovnické námestí), illetve azon túl a Károly híd felé néz.

## Története
A telket 1610. február 5-én vásárolta meg Jáchym Ondřej Šlik protestáns nemes, hogy azon a német evangélikus gyülekezet templomot, paplakot, iskolát és gimnáziumot építhessen. A templom alapkövét 1611. július 27-én tették le, az építtető Johann Bartholomeus zu Christoffen volt, építészként néha Jan Dominik de Barifist vagy Giovanni Maria Filippit említik. Az épület szerkezetét 1612 körül fejezték be, az utómunkálatokkal 1614-ren készültek el (a legtöbb forrás szerint ekkor még nem volt homloktornya); ugyanezen év októberében szentelték fel. A fehérhegyi csata (1620. november 8.) után a templomot elkobozták az evangélikusoktól, az adományozó Jáchym Ondřej Šliket 1621-ben kivégezték. 1624-ben a templomot átadták a pálosoknak. A többi elkobzott protestáns templomtól eltérően ennek újjáépítését nem dokumentálják. A pálosok mellette építették fel új kolostorukat.
A tornyokat valószínűleg a pálosok építtették 1686 körül. Először egy 1689-es jelentés említi őket — mégpedig azért, mert egy tűzvészben leégtek. A tűz után a pálosok helyreállították a templomot, de az északi tornyot valószínűleg nem fedték be (egy másik elképzelés szerint lehet, hogy annak sisakja egy újabb tűzben éghetett le.
A 18. század második negyedében a tornyokat átépítették, amitől azok egyértelműen barokkos stílusúakká váltak. Ez a barokk jelleg azonban csak a déli torony a tetején maradt fenn máig, ugyanis az 1754-es tűzvészben mindkét torony kiégett. 1777-ben Jan Josef Prachner építőmester vezetésével átalakították a kolostort és a templomot is.
II. József császár 1782. január 12-én Magyarországon és az örökös tartományokban feloszlatta a pálosokat és más, „hasznos tevékenységet” nem folytató szerzetesrendeket, vagyis azokat, amelyek nem oktatással, betegápolással vagy képzéssel foglalkoztak. Ezzel megszűnt a pálos rend és annak kolostora is. 1796-ban a kolostor és a templom a pénzverő hivatalhoz került; a templomban pénzverdét rendeztek be. A belső terek márványburkolatát áthelyezték egy másik templomba. A mellékhajókat istállónak használták.
A pénzverde 1848-ig működött itt, majd 1857-ben megszűnt. 1863-ban 15 000 guldenért az augsburgi hitvallású prágai evangélikusok vásárolták meg a templomot, amit felújítottak, és máig is használják. 1905-ben eladták a Truhlářska-házat (Újváros, Truhlářské ulici 8.), és a kapott pénzből megjavíttatták a templomot. Az átfogó felújítást több kisebb javítás követte, amelyek során 1911-ben megtalálták a Prága régi városcímerét, a templomalapító Jáchym Ondřej Šliket és más témákat ábrázoló festmények töredékeit. Az evangélikus egyházak 1918-as egyesülése óta ez a Cseh Testvérek Protestáns Egyházának óvárosi temploma.
Az utolsó előtti nagy felújítás az 1950-es években volt. majd az építészeti örökség megőrzésének programja 1997-ben további 1 000 000 koronát különített javítására.

### Az épület
Az építészetileg rendkívül érdekes épületen keveredtek a gótika és a reneszánsz stílusjegyei.

## Fordítás
Ez a szócikk részben vagy egészben  a   Kostel svatého Salvátora (Praha, Salvátorská ulice) című cseh Wikipédia-szócikk ezen változatának fordításán alapul.  Az eredeti cikk szerkesztőit annak laptörténete sorolja fel. Ez a jelzés csupán a megfogalmazás eredetét és a szerzői jogokat jelzi, nem szolgál a cikkben szereplő információk forrásmegjelöléseként.